# Sarcotretes eristaliformis
Sarcotretes eristaliformis är en kräftdjursart som först beskrevs av Alessandro Brian 1908.  Sarcotretes eristaliformis ingår i släktet Sarcotretes och familjen Pennellidae. Inga underarter finns listade i Catalogue of Life.